# Élections législatives de 1988 en Seine-et-Marne
Les élections législatives françaises de 1988 se déroulent les 5 juin 1988 et 12 juin 1988. Dans le département de Seine-et-Marne, neuf députés sont à élire dans le cadre de neuf circonscriptions.

## Élus
| Circonscription | Député sortant        | Parti                 | Parti                 | Député élu ou réélu | Parti | Parti     |
| --------------- | --------------------- | --------------------- | --------------------- | ------------------- | ----- | --------- |
| 1re             | Scrutin proportionnel | Scrutin proportionnel | Scrutin proportionnel | Jean-Claude Mignon  |       | RPR       |
| 2e              | Scrutin proportionnel | Scrutin proportionnel | Scrutin proportionnel | Didier Julia        |       | RPR       |
| 3e              | Scrutin proportionnel | Scrutin proportionnel | Scrutin proportionnel | Jean-Jacques Hyest  |       | UDF (CDS) |
| 4e              | Scrutin proportionnel | Scrutin proportionnel | Scrutin proportionnel | Alain Peyrefitte    |       | RPR       |
| 5e              | Scrutin proportionnel | Scrutin proportionnel | Scrutin proportionnel | Guy Drut            |       | RPR       |
| 6e              | Scrutin proportionnel | Scrutin proportionnel | Scrutin proportionnel | Robert Le Foll      |       | PS        |
| 7e              | Scrutin proportionnel | Scrutin proportionnel | Scrutin proportionnel | Jean-Paul Planchou  |       | PS        |
| 8e              | Scrutin proportionnel | Scrutin proportionnel | Scrutin proportionnel | Jean-Pierre Fourré  |       | PS        |
| 9e              | Scrutin proportionnel | Scrutin proportionnel | Scrutin proportionnel | Alain Vivien        |       | PS        |

## Positionnement des partis
L'UDF et le RPR se présentent unis sous l'étiquette « Union du Rassemblement et du Centre » tandis que les candidats du Parti socialiste se rangent sous la bannière de la « Majorité présidentielle pour la France unie », slogan de la campagne présidentielle de François Mitterrand.

## Résultats

### Résultats à l'échelle du département
| Parti                 | Parti                               | Premier tour | Premier tour | Second tour | Second tour | Sièges |
| Parti                 | Parti                               | Voix         | %            | Voix        | %           | Sièges |
| --------------------- | ----------------------------------- | ------------ | ------------ | ----------- | ----------- | ------ |
|                       | Rassemblement pour la République    | 123 296      | 32,04        | 137 770     | 38,10       | 4      |
|                       | Union pour la démocratie française  | 26 490       | 6,88         | 39 521      | 10,93       | 1      |
|                       | Divers droite                       | 2 847        | 0,74         |             |             | 0      |
|                       | Union du Rassemblement et du Centre | 152 633      | 39,66        | 177 291     | 49,03       | 5      |
|                       |                                     |              |              |             |             |        |
|                       | Parti socialiste                    | 110 227      | 28,64        | 140 997     | 39,00       | 4      |
|                       | Divers gauche (Maj. prés.)          | 30 296       | 7,87         | 43 278      | 11,97       | 0      |
|                       | La France Unie                      | 140 523      | 36,51        | 184 275     | 50,97       | 4      |
|                       |                                     |              |              |             |             |        |
|                       | Front national                      | 48 674       | 12,65        |             |             | 0      |
|                       | Parti communiste français           | 39 921       | 10,37        | 0           |             |        |
|                       | Les Verts                           | 3 100        | 0,81         | 0           |             |        |
|                       |                                     |              |              |             |             |        |
| Inscrits              | Inscrits                            | 609 673      | 100,00       | 542 719     | 100,00      | 9      |
| Abstentions           | Abstentions                         | 219 023      | 35,92        | 172 432     | 31,77       |        |
| Votants               | Votants                             | 390 650      | 64,08        | 370 287     | 68,23       |        |
| Blancs et nuls        | Blancs et nuls                      | 5 799        | 1,48         | 8 721       | 2,36        |        |
| Exprimés              | Exprimés                            | 384 851      | 98,52        | 361 566     | 97,64       |        |
| Source : Data.gouv.fr |                                     |              |              |             |             |        |

### Résultats par circonscription

#### Première circonscription (Melun - Savigny-le-Temple)
| Candidat       | Candidat               | Parti                      | Premier tour | Premier tour | Second tour | Second tour |  |
| Candidat       | Candidat               | Parti                      | Voix         | %            | Voix        | %           |  |
| -------------- | ---------------------- | -------------------------- | ------------ | ------------ | ----------- | ----------- |  |
|                | Jean-Claude Mignon élu | RPR (URC)                  | 18 803       | 43,83        | 24 394      | 52,3        |  |
|                | Brice Lalonde          | Divers gauche (Maj. prés.) | 16 251       | 37,88        | 22 248      | 47,7        |  |
|                | René Farinacci         | FN                         | 4 393        | 10,24        |             |             |  |
|                | Edmond Déchery         | PCF                        | 3 443        | 8,03         |             |             |  |
|                | Pierre Roussel         | Divers gauche (Maj. prés.) | 6            | 0,01         |             |             |  |
|                |                        |                            |              |              |             |             |  |
| Inscrits       | Inscrits               | Inscrits                   | 68 844       | 100,00       | 68 824      | 100,00      |  |
| Abstentions    | Abstentions            | Abstentions                | 25 311       | 36,77        | 21 334      | 31          |  |
| Votants        | Votants                | Votants                    | 43 533       | 63,23        | 47 490      | 69          |  |
| Blancs et nuls | Blancs et nuls         | Blancs et nuls             | 637          | 1,46         | 848         | 1,79        |  |
| Exprimés       | Exprimés               | Exprimés                   | 42 896       | 98,54        | 46 642      | 98,21       |  |

#### Deuxième circonscription (Fontainebleau)
|                | Didier Julia sortant réélu | RPR (URC)      | 23 825 | 53,91  |  |  |  |
|                | Érick Bulle                | PS             | 12 422 | 28,11  |  |  |  |
|                | Gérard Louis               | FN             | 4 589  | 10,38  |  |  |  |
|                | Liliane Ganille            | PCF            | 3 354  | 7,59   |  |  |  |
|                |                            |                |        |        |  |  |  |
| Inscrits       | Inscrits                   | Inscrits       | 66 815 | 100,00 |  |  |  |
| Abstentions    | Abstentions                | Abstentions    | 22 045 | 32,99  |  |  |  |
| Votants        | Votants                    | Votants        | 44 770 | 67,01  |  |  |  |
| Blancs et nuls | Blancs et nuls             | Blancs et nuls | 580    | 1,3    |  |  |  |
| Exprimés       | Exprimés                   | Exprimés       | 44 190 | 98,7   |  |  |  |

#### Troisième circonscription (Melun - Montereau)
| Candidat       | Candidat                         | Parti                      | Premier tour | Premier tour | Second tour | Second tour |  |
| Candidat       | Candidat                         | Parti                      | Voix         | %            | Voix        | %           |  |
| -------------- | -------------------------------- | -------------------------- | ------------ | ------------ | ----------- | ----------- |  |
|                | Jean-Jacques Hyest sortant réélu | UDF (CDS) (URC)            | 14 601       | 36,17        | 21 813      | 50,91       |  |
|                | Thierry de Beaucé                | Divers gauche (Maj. prés.) | 14 039       | 34,78        | 21 030      | 49,09       |  |
|                | Jean-François Jalkh sortant      | FN                         | 5 593        | 13,85        |             |             |  |
|                | José Ruiz                        | PCF                        | 4 855        | 12,03        |             |             |  |
|                | Thierry Blanchard                | Divers droite              | 1 282        | 3,18         |             |             |  |
|                |                                  |                            |              |              |             |             |  |
| Inscrits       | Inscrits                         | Inscrits                   | 65 403       | 100,00       | 65 393      | 100,00      |  |
| Abstentions    | Abstentions                      | Abstentions                | 24 185       | 36,98        | 21 148      | 32,34       |  |
| Votants        | Votants                          | Votants                    | 41 218       | 63,02        | 44 245      | 67,66       |  |
| Blancs et nuls | Blancs et nuls                   | Blancs et nuls             | 848          | 2,06         | 1 402       | 3,17        |  |
| Exprimés       | Exprimés                         | Exprimés                   | 40 370       | 97,94        | 42 843      | 96,83       |  |

#### Quatrième circonscription (Provins)
| Candidat       | Candidat                       | Parti          | Premier tour | Premier tour | Second tour | Second tour |  |
| Candidat       | Candidat                       | Parti          | Voix         | %            | Voix        | %           |  |
| -------------- | ------------------------------ | -------------- | ------------ | ------------ | ----------- | ----------- |  |
|                | Alain Peyrefitte sortant réélu | RPR (URC)      | 21 859       | 48,62        | 26 856      | 57,53       |  |
|                | Marc Fromion                   | PS             | 12 417       | 27,62        | 19 823      | 42,47       |  |
|                | Claude Pasquier                | PCF            | 5 711        | 12,7         |             |             |  |
|                | Laurence Rodella               | FN             | 4 969        | 11,05        |             |             |  |
|                |                                |                |              |              |             |             |  |
| Inscrits       | Inscrits                       | Inscrits       | 67 078       | 100,00       | 67 045      | 100,00      |  |
| Abstentions    | Abstentions                    | Abstentions    | 21 357       | 31,84        | 19 174      | 28,6        |  |
| Votants        | Votants                        | Votants        | 45 721       | 68,16        | 47 871      | 71,4        |  |
| Blancs et nuls | Blancs et nuls                 | Blancs et nuls | 765          | 1,67         | 1 192       | 2,49        |  |
| Exprimés       | Exprimés                       | Exprimés       | 44 956       | 98,33        | 46 679      | 97,51       |  |

#### Cinquième circonscription (Meaux - Coulommiers)
| Candidat       | Candidat               | Parti          | Premier tour | Premier tour | Second tour | Second tour |  |
| Candidat       | Candidat               | Parti          | Voix         | %            | Voix        | %           |  |
| -------------- | ---------------------- | -------------- | ------------ | ------------ | ----------- | ----------- |  |
|                | Guy Drut sortant réélu | RPR (URC)      | 17 909       | 41,95        | 23 937      | 52,13       |  |
|                | Michel Vallier         | PS             | 15 457       | 36,21        | 21 984      | 47,87       |  |
|                | Martial Pautrel        | FN             | 5 312        | 12,44        |             |             |  |
|                | Jean-Pierre Patron     | PCF            | 4 011        | 9,4          |             |             |  |
|                |                        |                |              |              |             |             |  |
| Inscrits       | Inscrits               | Inscrits       | 66 666       | 100,00       | 66 651      | 100,00      |  |
| Abstentions    | Abstentions            | Abstentions    | 23 278       | 34,92        | 19 752      | 29,63       |  |
| Votants        | Votants                | Votants        | 43 388       | 65,08        | 46 899      | 70,37       |  |
| Blancs et nuls | Blancs et nuls         | Blancs et nuls | 699          | 1,61         | 978         | 2,09        |  |
| Exprimés       | Exprimés               | Exprimés       | 42 689       | 98,39        | 45 921      | 97,91       |  |

#### Sixième circonscription (Meaux - Mitry-Mory)
| Candidat       | Candidat                     | Parti           | Premier tour | Premier tour | Second tour | Second tour |  |
| Candidat       | Candidat                     | Parti           | Voix         | %            | Voix        | %           |  |
| -------------- | ---------------------------- | --------------- | ------------ | ------------ | ----------- | ----------- |  |
|                | Robert Le Foll sortant réélu | PS              | 16 514       | 42,32        | 23 093      | 56,6        |  |
|                | Pierre Meutey                | UDF (CDS) (URC) | 11 889       | 30,47        | 17 708      | 43,4        |  |
|                | Michel Tellier               | FN              | 5 959        | 15,27        |             |             |  |
|                | Jean-Pierre Bontoux          | PCF             | 4 663        | 11,95        |             |             |  |
|                |                              |                 |              |              |             |             |  |
| Inscrits       | Inscrits                     | Inscrits        | 63 590       | 100,00       | 63 561      | 100,00      |  |
| Abstentions    | Abstentions                  | Abstentions     | 23 905       | 37,59        | 21 579      | 33,95       |  |
| Votants        | Votants                      | Votants         | 39 685       | 62,41        | 41 982      | 66,05       |  |
| Blancs et nuls | Blancs et nuls               | Blancs et nuls  | 660          | 1,66         | 1 181       | 2,81        |  |
| Exprimés       | Exprimés                     | Exprimés        | 39 025       | 98,34        | 40 801      | 97,19       |  |

#### Septième circonscription (Chelles)
| Candidat       | Candidat               | Parti          | Premier tour | Premier tour | Second tour | Second tour |  |
| Candidat       | Candidat               | Parti          | Voix         | %            | Voix        | %           |  |
| -------------- | ---------------------- | -------------- | ------------ | ------------ | ----------- | ----------- |  |
|                | Charles Cova           | RPR (URC)      | 15 069       | 33,69        | 23 443      | 48,87       |  |
|                | Jean-Paul Planchou élu | PS             | 14 648       | 32,75        | 24 527      | 51,13       |  |
|                | Gérard Bordu sortant   | PCF            | 6 942        | 15,52        |             |             |  |
|                | Pierre-Jean Prillard   | FN             | 6 502        | 14,54        |             |             |  |
|                | Axel Galinier          | Divers droite  | 907          | 2,03         |             |             |  |
|                | Jean Ferrari           | Divers droite  | 658          | 1,47         |             |             |  |
|                |                        |                |              |              |             |             |  |
| Inscrits       | Inscrits               | Inscrits       | 73 656       | 100,00       | 73 650      | 100,00      |  |
| Abstentions    | Abstentions            | Abstentions    | 28 379       | 38,53        | 24 590      | 33,39       |  |
| Votants        | Votants                | Votants        | 45 277       | 61,47        | 49 060      | 66,61       |  |
| Blancs et nuls | Blancs et nuls         | Blancs et nuls | 551          | 1,22         | 1 090       | 2,22        |  |
| Exprimés       | Exprimés               | Exprimés       | 44 726       | 98,78        | 47 970      | 97,78       |  |

#### Huitième circonscription (Torcy)
| Candidat       | Candidat                         | Parti          | Premier tour | Premier tour | Second tour | Second tour |  |
| Candidat       | Candidat                         | Parti          | Voix         | %            | Voix        | %           |  |
| -------------- | -------------------------------- | -------------- | ------------ | ------------ | ----------- | ----------- |  |
|                | Jean-Pierre Fourré sortant réélu | PS             | 17 250       | 42,53        | 24 756      | 57,54       |  |
|                | Gérard Burlet                    | RPR (URC)      | 11 253       | 27,74        | 18 270      | 42,46       |  |
|                | Jean-Pierre Savojni              | FN             | 5 541        | 13,66        |             |             |  |
|                | Daniel Brunel                    | PCF            | 3 416        | 8,42         |             |             |  |
|                | Alain Rist                       | Les Verts      | 3 100        | 7,64         |             |             |  |
|                |                                  |                |              |              |             |             |  |
| Inscrits       | Inscrits                         | Inscrits       | 66 307       | 100,00       | 66 297      | 100,00      |  |
| Abstentions    | Abstentions                      | Abstentions    | 25 327       | 38,2         | 22 265      | 33,58       |  |
| Votants        | Votants                          | Votants        | 40 980       | 61,8         | 44 032      | 66,42       |  |
| Blancs et nuls | Blancs et nuls                   | Blancs et nuls | 420          | 1,02         | 1 006       | 2,28        |  |
| Exprimés       | Exprimés                         | Exprimés       | 40 560       | 98,98        | 43 026      | 97,72       |  |

#### Neuvième circonscription (Pontault-Combault)
| Candidat       | Candidat                   | Parti          | Premier tour | Premier tour | Second tour | Second tour |  |
| Candidat       | Candidat                   | Parti          | Voix         | %            | Voix        | %           |  |
| -------------- | -------------------------- | -------------- | ------------ | ------------ | ----------- | ----------- |  |
|                | Alain Vivien sortant réélu | PS             | 21 519       | 47,36        | 26 814      | 56,23       |  |
|                | Jean Kirchheim             | RPR (URC)      | 14 578       | 32,08        | 20 870      | 43,77       |  |
|                | Gilbert Becquerelle        | FN             | 5 816        | 12,8         |             |             |  |
|                | Pierre Teyssandier         | PCF            | 3 526        | 7,76         |             |             |  |
|                |                            |                |              |              |             |             |  |
| Inscrits       | Inscrits                   | Inscrits       | 71 314       | 100,00       | 71 298      | 100,00      |  |
| Abstentions    | Abstentions                | Abstentions    | 25 236       | 35,39        | 22 590      | 31,68       |  |
| Votants        | Votants                    | Votants        | 46 078       | 64,61        | 48 708      | 68,32       |  |
| Blancs et nuls | Blancs et nuls             | Blancs et nuls | 639          | 1,39         | 1 024       | 2,1         |  |
| Exprimés       | Exprimés                   | Exprimés       | 45 439       | 98,61        | 47 684      | 97,9        |  |